# Rafael Cortijo
Rafael Cortijo Verdejo (Santurce, Porto Rico, 11 de janeiro de 1928 — 3 de outubro de 1982) foi um músico porto-riquenho de salsa, bomba e plena.
Cortijo foi um personagem de importância na história da música latina e celebrado por seus dotes como percussionista (timbales, conga, bongô, maracas e mais) e como líder de orquestra. Tirou a bomba e a plena dos arrabales (periferias) e com sua orquestra predominantemente negra introduziu esses gêneros em várias classes sociais. Devido a sua habilidade como compositor e arranjador de música afro-caribenha, muitos lhe dão o título de Maestro.
O estilo de Cortijo era deixar sua orquestra tocar espontaneamente evitando as rotinas das grandes orquestras. Sua orquestra tocava de pé e dançava no cenário. Seus arranjos eram simples e serviam como bases para as improvisações dos músicos. Seu conjunto — que eventualmente daria origem ao grupo conhecido como El Gran Combo de Puerto Rico — competiu com grandes orquestras da época como as de Machito, Tito Rodríguez e Tito Puente.

## Morte
Cortijo faleceu aos 54 anos no dia 3 de outubro de 1982, vítima de câncer do pâncreas, no apartamento de sua irmã localizado no conjunto residencial de Luís Lloréns Torres. Foi honrado por sua gente e pelos líderes públicos, as pessoas do Baile Cangrejero lhe deram um tributo póstumo. Milhares de cidadãos, músicos e artistas desfilaram em frente ao caixão no proscênio do salão do residencial em uma manifestação popular de luto e reflexão.

## Discografia
- Invites You To Dance (1957)
- El Alma de Un Pueblo (1957)
- Baile Con Cortijo y Su Combo (1958)
- Cortijo en New York (1959)
- Bueno... ¿Y Qué? (1960)
- Fiesta Boricua (1960)
- Danger Do Not Trespass Beyond This Point com Rolando Laserie (1960)
- Quítate de la Vía, Perico (1961)
- Encores de Cortijo y Su Combo (1961)
- Ritmos Bailables (1962)
- Lo Último y lo Mejor (1962)
- Dios los Cria... (1963)
- ¡Bienvenido! (Welcome!) (1965)
- Con Todos los Hierros (1967)
- Sorongo (1968)
- ¡Ahí Na Ma! (Put It There) (1968)
- Pa' los Caseríos (1971)
- Ritmos y Cantos Callejeros (1973)
- Juntos Otra Vez (1974)
- Cortijo & His Time Machine (1974)
- Con las 7 Potencias (1974)
- Champions (1975)
- La Quiniela del Día (1976)
- Caballo de Hierro (1978)
- El Sueño del Maestro (1980)
- Sonero No. 1 (1982)
- Cortijo Bailable (1982)